# ISSEI
issei（イッセイ、本名：坂本 一成、1975年8月1日 - ）は、日本のシンガーソングライター。京都府出身。O型。

## 経歴
テレビ朝日「BREAK OUT」で注目されたバンド「アート・マインズ・インプレッション」のボーカルとして1998年デビュー。2003年に「MOSSO」を結成。渋谷を中心にワンマンライブを成功させる等、ライブ活動を展開。
2006年より「ISSEI」としてソロデビューを果たす。デビューシングル「Romance way」は、ハピネットより発売され、タイアップに原作篠崎一夜・漫画著書香坂透のOVA「お金がないっ」オープニングテーマに起用され注目を浴びる。
2011年に音楽団体SOUNDBAGを旗揚げ。
2017年8月にISSEIが茨城県日立市にライブ＆ミューズメントバー、SOUNDBAGcafeをオープン。

## ディスコグラフィー

### シングル
issei
| 1st | Romance way    | 2007.2.21 | 01. Romance way 02. True Man Show | 作詞/作曲：ISSEI 編曲：KAKI | OVA「お金がないっ」オープニングテーマ ラジオ関西「お金がほしいっ!!!」エンディングテーマ |
| 2nd | 春風街／ヒカリ | 2007.4.1  | 01. 春風街 02. ヒカリ             |                             |                                                                                         |
| 3rd | promise／SAY   | 2007.5.21 | 01. promise 02. SAY               |                             |                                                                                         |

### アルバム
iseei
| 1st | on the Way to Happiness | 2007.7.13 | 01. 旅路の果て 02. プラクティスマン 03. セオリー 04. Yes,Happy 05. もうひとつの桜 |

SOUNDBAG
| 1st | Life is Journey | 2013.12.07 | 01. music world 02. ハルノウタ 03. 旅路の果て 04. MY BEST 05. story 06. セオリー 07. Jump 08. NEW HISTORY |

| 2nd | Oath to heaven | 2014.12.06 | 01. possibilitty 02. isi~未知なる旅~ 03. promise 04. Oath to heaven 05. プラクティスマン 06. 想 07. sunshine day 08. レターソング |